# Багаєв Павло Єгорович
Павло Єгорович Багаєв (нар. 19 грудня 1900 — 16 жовтня 1989) — радянський військовий діяч, генерал-майор авіації (30 квітня 1943 року).

## Біографія
Павло Єгорович Багаєв народився 19 грудня 1900 року в селі Ступіно (нині Чорноярський район Астраханської області) в селянській родині. Закінчив церковноприходську школу в 1912 році. У 1918 році був призваний до Червоної армії, учасник Громадянської війни. Служив начальником кулеметного відділення, командиром кулеметного взводу. Брав участь в придушенні Кронштадтського заколоту. У 1923 році закінчив Школу командного складу ім. ВЦВК, у 1925 році — Військово-теоретичну школу ВВС, у 1926 році — Льотну школу, у 1927 році — Школу повітряного бою, у 1935 році — Вищу льотно-тактичну школу ВВС.
Під час Другої світової війни був начальником Енгельського військово-авіаційного училища (23.07.1938 — 14.05.1944), начальником 5-ї військово-авіаційної школи початкового навчання (14.05.1944 — 12.07.1946).
Після війни був начальником 22-ї військово-авіаційної школи повітряних стрільців радистів (12.07.1946 — 09.03.1954), начальник 271-ї військово-авіаційної школи повітряних стрільців радистів (09.03.1954 — 09.10.1956).
У жовтні 1956 року був звільнений у запас.
Був Почесним жителем м. Умань, очолював міську Раду старійшин.
Генерал-майор авіації Павло Єгорович Багаєв помер 16 жовтня 1989 року в місті Умань Черкаської області.

## Нагороди
Нагороджений двома орденами Червоного Прапора та орденом Леніна.

## Джерело
- Все генералы Сталина. Авиация. Том 2 [Архівовано 11 листопада 2021 у Wayback Machine.]